# Johann Karl Heide
Johann Karl Heide (* 20. Juni 1897 in Itzehoe; † 3. Mai 1974 in Arnsberg) war ein deutscher Politiker der SPD.

## Leben
Heide stammte aus einer Familie mit 11 Kindern und war konfessionslos. Bereits früh engagierte sich Heide im örtlichen Arbeiter Turn- und Sportverein. Dies lässt darauf schließen, dass bereits sein Elternhaus sozialdemokratisch orientiert war.  
Nach dem Besuch der Volksschule absolvierte Heide von 1912 bis 1914 eine Lehre zum Tapetendrucker. Im Ersten Weltkrieg war seit 1914 als Kriegsfreiwilliger Soldat. Die Erfahrungen während des Krieges machten ihn zum überzeugten Pazifisten. Nach dem Krieg siedelte er in den 1920er Jahren in den Kreis Soest über, arbeitete er in der Industrie und wurde Mitglied im freigewerkschaftlichen deutschen Metallarbeiterverband (DMV). Später war er Büroangestellter und Parteifunktionär. So war er Mitarbeiter der Parteizeitung Volksstimme und für das „Reichsbanner Schwarz-Rot-Gold“ tätig. In dieser Organisation wurde Heide später auch Kreisleiter und Gauvorstandsmitglied bis 1933. Ab 1924 engagierte er sich zudem in der Deutschen Friedensgesellschaft. 1933 musste er aus politischen Gründen nach Frankreich, dem Herkunftsland seiner Mutter, emigrieren.
Aus diesem Anlass veröffentlichte die für Westfalen zuständige nationalsozialistische Parteizeitung Rote Erde eine kurze Notiz: „Warum griff die Polizei nicht früh genug zu? Der im ganzen Gau Westfalen-Süd sattsam bekannte Pazifist und Klassenkämpfer Jonny Heide hat sein Heil in der Flucht gesucht. Bezeichnend für ihn ist, dass er sein Tätigkeitsfeld ausgerechnet nach Frankreich verlegt hat. Es ist traurig, dass es diesem üblen Burschen gelingen konnte, kurz vor der bevorstehenden Abrechnung zu fliehen, trotzdem die Polizei des Öfteren auf den Bürgerkriegshetzer aufmerksam gemacht wurde. Verschiedenen SA-Männern, die auf Veranlassung Jonnys blutig geschlagen wurden, durfte dies nicht gleichgültig sein.“
Im Jahr 1939 wurde er offiziell ausgebürgert. Nach dem Einmarsch der Deutschen gelang Heide die Flucht ins unbesetzte Frankreich und wurde in der Folge auch nicht an die deutschen Behörden ausgeliefert. Nach dem Ende des Zweiten Weltkrieges kehrte er nach Deutschland zurück. Im Jahr 1945 beteiligte sich Heide am Aufbau der Westfälischen Rundschau.
Heide starb 1974 nach einem Verkehrsunfall. Nach Vera Gemmecke (siehe Abschnitt Literatur) war ihm die Durchsetzung von „Gerechtigkeit“ ein Hauptanliegen und er bemühte sich stets „niemandem nahezutreten“.

## Partei
Heide trat 1919 der SPD bei, für die er 1932 erfolglos zum Preußischen Landtag kandidierte. Ab 1945 war er hauptamtlicher Parteisekretär der SPD. Zunächst leitet er die Kreisgeschäftsstelle der SPD in Warstein, ehe er Landtags- und schließlich Bundestagsabgeordneter wurde. 
In diesem Zusammenhang siedelte er nach Arnsberg über und war dort über Jahrzehnte (1948–1970) der Vorsitzende des Ortsvereins seiner Partei. Zeitweise war Heide auch Vorsitzender der SPD im Kreis Arnsberg.

## Abgeordneter
Vor 1933 war Heide Amtsvertreter im Amt Werl. 1946/47 gehörte er der (von den alliierten Militärbehörden ernannten) beratenden Provinzialversammlung für Westfalen und dem ebenfalls noch ernannten Landtag für Nordrhein-Westfalen an. Nach seiner Übersiedlung nach Arnsberg wurde er Mitglied des Kreistages des Kreises Arnsberg und des Stadtrates der Stadt Arnsberg. 
Im Jahr 1947 kandidierte er vergeblich für den Landtag von NRW. Von 1950 bis 1953 war er Landtagsabgeordneter in Nordrhein-Westfalen.
Bereits 1949 kandidierte Heide (vergeblich) für den Bundestag. Bei einer Nachwahl 1950 verzichtete er zu Gunsten des späteren sozialdemokratischen Ministerpräsidenten Fritz Steinhoff auf eine erneute Kandidatur. 
Für den Bundestagswahlkreis Arnsberg-Soest zog er über die Landesliste 1953 in den Bundestag ein und gehörte ihm bis 1965 an.
Er war von 1953 bis 1965 ordentliches Mitglied im Ausschuss für Heimatvertriebene, stellvertretendes Mitglied im Ausschuss für Wahlprüfung und Immunität, von 1957 bis 1961 stellvertretendes Mitglied im Ausschuss für Arbeit, von 1957 bis 1965 ordentliches Mitglied im Ausschuss für Lastenausgleich.